# 1961

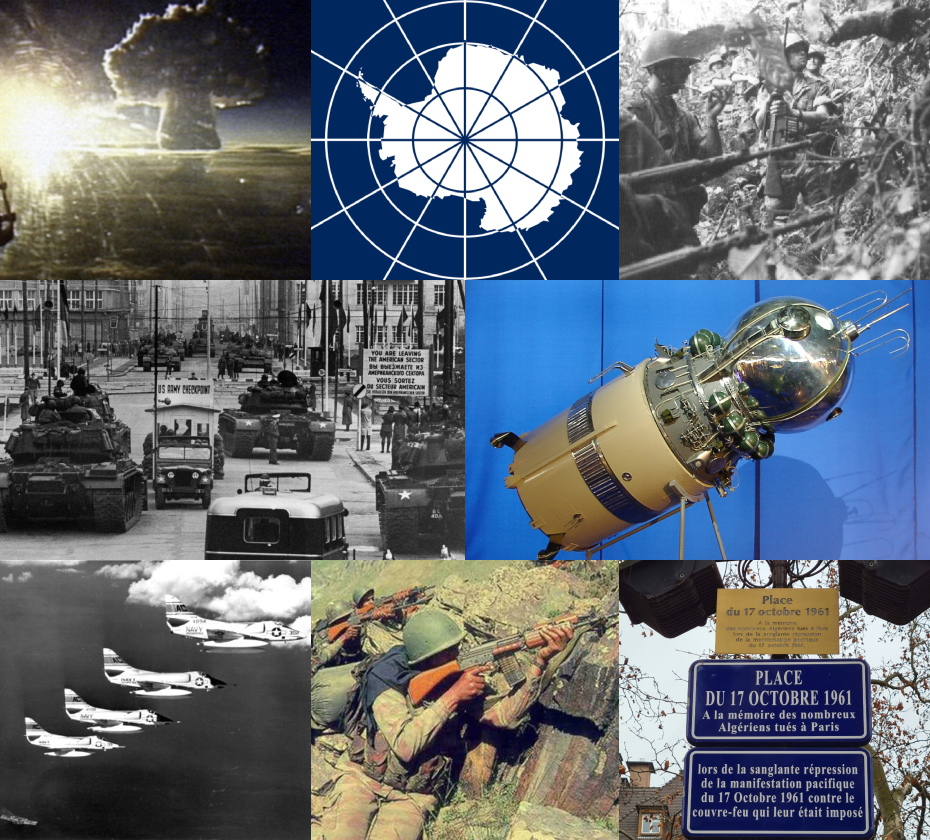

1961 (MCMLXI) là một năm thường bắt đầu vào Chủ nhật của lịch Gregory, năm thứ 1961 của Công nguyên hay của Anno Domini, the năm thứ 961  của thiên niên kỷ 2, năm thứ 61  của thế kỷ 20, và năm thứ  2   của thập niên 1960. 

## Sự kiện

### Tháng 1
- Ngày 3 tháng 1
  - Tổng thống Mỹ Dwight D. Eisenhower tuyên bố Mỹ đã cắt đứt ngoại giao đối với Cuba. Quan hệ Mỹ-Cuba sau đã phục hồi vào năm 2015.
  - Tại trạm thử nghiệm lò phản ứng quốc gia gần thành phố Idaho Falls, Mĩ. Lò phản ứng hạt nhân SL-1 phát nổ, giết chết 3 kĩ thuật viên quân đội.
  - Chuyến bay Aero 311 (Thảm hoạ hàng không Koivulahti): Máy bay Douglas DC-3 của hãng hàng không Aero thuộc Phần Lan tông xuống mặt đất gần thị trấn Kevevlax (Koivulahti) khi chuyến bay đang tiếp cận sân bay Vaasa, Phần Lan, giết chết toàn bộ 25 hành khách và phi hành đoàn trên chuyến bay. Một cuộc điều tra cho thấy cả hai cơ trưởng và cơ phó đang rất mệt mỏi vì thiếu ngủ và đã tiêu thụ một lượng lớn thức uống có cồn trước khi điều khiển chuyến bay. Đến nay, thảm hoả Aero 311 giữ nguyên là thảm hoạ hàng không lớn nhất của Phần Lan.
- Ngày 5 tháng 1 - Cemal Gürsel thành lập chính phủ thứ 25 của Thổ Nhĩ Kỳ
- Ngày 7 tháng 1 - Sau hội nghị diễn ra 4 ngày ở Casablanca. 5 nguyên thủ quốc gia các nước Châu Phi thành lập một liên minh quân sự kiểu NATO để đảm bảo quốc phòng. Hiến Chương Casablanca bao gồm Khối Casablanca: Maroc, Các Tiểu vương quốc Ả Rập Thống nhất, Ghana, Guinée và Mali.
- Ngày 8 tháng 1 - Ở Pháp, một cuộc trưng cầu dân ý ủng hộ chính sách của Charles de Gaulle về việc trả quyền độc lập cho Algérie.
- Ngày 9 tháng 1 - Quan chức Anh tuyên bố lật tẩy ổ gián điệp Liên Xô lớn trong Luân Đôn.
- Ngày 17 tháng 1
  - Tổng thống Hoa Kỳ Eisenhower gửi lời diễn văn cuối cùng của mình đến Quốc hội. Cùng ngày, ông cũng cảnh báo về sự "liên hợp công nghiệp - quân sự" ngày càng gia tăng. Thật vậy, trong năm 2011, chi tiêu quân sự của Mỹ đã vượt qua 13 nước sau lưng Mỹ cộng lại.
  - Thủ tướng Patrice Lumumba của Cộng hòa Congo bị ám sát.
- Ngày 20 tháng 1 - John F. Kennedy nối vị Tổng thống Mỹ Dwight D. Eisenhower với tư cách là tổng thống thứ 35 của Hoa Kỳ
- Ngày 25 tháng 1
  - JFK chủ trì cuộc họp báo đầu tiên kể từ khi ông lên nắm quyền. Trong đó, ông thông báo Liên Xô đã thả hai phi công do thám bị bắn rơi tại vùng biển Barents vào ngày 1 tháng 7 năm 1960.
  - Để ngăn cản "tư tưởng cảnh tà". Một uỷ ban độc tài bao gồm 2 sĩ quan quân đội và 4 thường dân lên nắm quyền tại El Salvador, loại bỏ uỷ ban đã cai trị từ 3 tháng trước đó.
  - Jânio Quadros lên làm tổng thống Brazil. Sau đã từ chức vào ngày 25 tháng 8.
- Ngày 31 tháng 1 - 'Ham', con tinh tinh đực nặng 17 kg được phóng lên vũ trụ trong một thí nghiệm cho Dự Án sao Thủy, dự án nhằm đưa phi hành gia Mỹ lên vũ trụ bằng tàu con thoi "Sao Thủy".

### Tháng 2
- 4 tháng 2: Nhân dân Angola nổi dậy chống thực dân Bồ Đào Nha

### Tháng 4
- 12 tháng 4: Yuri Gagarin trở thành người đầu tiên du hành vào không gian và bay quanh Trái Đất khi Liên Xô phóng thành công Vostok 1.
- 17 tháng 4: Bùng nổ sự kiện vịnh Con Lợn.
- 19 tháng 4: Kết thúc sự kiện Vịnh Con Lợn.
- 27 tháng 4: Sierra Leone độc lập

### Tháng 5
- 14 tháng 5: Hoa Kỳ phái 100 cố vấn quân sự vào miền Nam Việt Nam
- 16 tháng 5: Phác Chính Hy đảo chính lập đổ Dõan Phổ Thiện lên nắm quyền tại Hàn Quốc.
- 25 tháng 5: John F. Kennedy thông báo về tham vọng đưa người lên mặt trăng của Mỹ - khởi động chương trình Apollo.
- 31 tháng 5: Thành lập nước Cộng hòa Nam Phi.

### Tháng 6
- 4 tháng 6: Kennedy gặp mặt Khrushchev ở Viên.

### Tháng 8
- 8 tháng 8: Tại Nhật Bản xảy ra sự kiện Tùng Xuyên.
- 13 tháng 8: Bức tường Berlin được Liên Xô xây dựng
- 17 tháng 8: Mỹ bắt đầu viện trợ cho Mỹ Latinh trong cái gọi là Liên minh vì Tiến bộ.

### Tháng 10
- 17 tháng 10: Đại hội lần thứ 22 đảng Xô Viết tổ chức ở Liên Xô
- 23 tháng 10: Ngày mở đường Hồ Chí Minh trên biển, Bộ Quốc phòng ra Quyết định số 97/QĐ thành lập Đoàn 759, tiền thân của Lữ đoàn 125 Hải quân.
- 27 tháng 10: 
  - Mông Cổ gia nhập Liên hợp quốc.
  - Xe tăng Liên Xô và Hoa Kỳ đụng độ tại Berlin
- 31 tháng 10: Liên Xô cho nổ Bom Sa hoàng,

### Tháng 12
- 1 tháng 12: Liên Xô tái thử nghiệm Vũ khí hạt nhân trong khí quyển.

## Sinh

### Tháng 1
- 1 tháng 1: Mai Văn Chính, chính trị gia Việt Nam
- 9 tháng 1: Lê Huy Vịnh, sĩ quan, Thượng tướng quân đội nhân dân Việt Nam
- 19 tháng 1: Lê Minh Hoan, chính trị gia Việt Nam
- 26 tháng 1:
  - Wayne Gretzky ("Great One"), vận động viên khúc côn cầu Canada
  - Huỳnh Uy Dũng (Huỳnh Phi Dũng), doanh nhân, chính trị gia người Việt Nam

### Tháng 2
- 11 tháng 2: Châu Văn Minh, chính trị gia, nhà khoa học người Việt Nam
- 27 tháng 2: Hideaki Tokunaga, ca sĩ kiêm nhạc sĩ nhạc pop người Nhật Bản

### Tháng 3
- 1 tháng 3: Ánh Tuyết, ca sĩ giọng soprano người Việt Nam
- 4 tháng 3: Nguyễn Văn Bình, cựu chính trị gia Việt Nam
- 12 tháng 3: Cao Minh, ca sĩ nhạc đỏ, nhạc tiền chiến, dân ca người Việt

### Tháng 4
- 1 tháng 4: Susan Boyle, ca sĩ người Scotland
- 3 tháng 4: Eddie Murphy, diễn viên điện ảnh người Mỹ
- 12 tháng 4: Hoàng Xuân Chiến, sĩ quan, Thượng tướng quân đội nhân dân Việt Nam
- 20 tháng 4: Nguyễn Văn Hùng, chính trị gia Việt Nam

### Tháng 5
- 6 tháng 5: 
  - George Clooney, diễn viên, đạo diễn, nhà sản xuất phim, biên kịch và doanh nhân người Mỹ
  - Trần Quang Phương, Thượng tướng quân đội nhân dân, chính trị gia Việt Nam
- 10 tháng 5: Đinh Tiến Dũng, chính trị gia Việt Nam
- 12 tháng 5: Vũ Hải Sản, sĩ quan, Thượng tướng quân đội nhân dân Việt Nam

### Tháng 6
- 9 tháng 6: Michael J. Fox, diễn viên, tác giả, nhà sản xuất phim và người biện hộ người Mỹ gốc Canada
- 21 tháng 6: Joko Widodo, tổng thống Indonesia

### Tháng 7
- 1 tháng 7: Diana, Vương phi xứ Wales (m.1997)
- 10 tháng 7: Trương Học Hữu, ca sĩ và diễn viên Hồng Kông
- 29 tháng 7: Nguyễn Đức Hải, chính trị gia Việt Nam

### Tháng 8
- 4 tháng 8: Barack Obama, chính khách Hoa Kỳ
- 8 tháng 8: Dương Thanh Bình, chính trị gia Việt Nam
- 15 tháng 8: Hoàng Đăng Quang, chính trị gia Việt Nam
- 23 tháng 8: Nguyễn Văn Lợi, chính trị gia Việt Nam
- 25 tháng 8: 
  - Trần Cẩm Tú: chính trị gia Việt Nam
  - Billy Ray Cyrus, nhạc sĩ, ca sĩ nhạc đồng quê Mỹ, cha của 3 ca sĩ nổi tiếng là Trace Cyrus, Miley Cyrus và Noah Cyrus

### Tháng 9
- 1 tháng 9: Giang Huệ, ca sĩ Đài Loan
- 2 tháng 9: Huỳnh Thu Sinh, diễn viên Hồng Kông
- 4 tháng 9: Huỳnh Nhật Hoa, diễn viên Hồng Kông
- 24 tháng 9: Fiona Corke, diễn viên Australia
- 27 tháng 9: Lưu Đức Hoa, ca sĩ và diễn viên Hồng Kông
- 30 tháng 9: Diệp Thiên Văn, ca sĩ, diễn viên Cantopop người Canada gốc Đài Loan
- 5 tháng 10: Vân Sơn, nghệ sĩ hài người Mỹ gốc Việt hoạt động ở hải ngoại

### Tháng 10
- 25 tháng 10: Bùi Minh Châu, chính trị gia Việt Nam

### Tháng 11
- 1 tháng 11: Trần Văn Rón, chính trị gia Việt Nam
- 3 tháng 11: Trần Quốc Cường, Thiếu tướng Công an nhân dân, chính trị gia Việt Nam
- 3 tháng 11: Nguyễn Thành Lộc, nghệ sĩ kịch nói Việt Nam
- 19 tháng 11: Meg Ryan, diễn viên điện ảnh người Mỹ

### Tháng 12
- 1 tháng 12: Trần Văn Sơn, chính trị gia Việt Nam
- 20 tháng 12: Dương Văn Trang, Đại tá quân đội nhân dân, chính trị gia Việt Nam
- 21 tháng 12: Ngô Trấn Vũ, diễn viên Hồng Kông
- Thái Thảo, ca sĩ Việt Nam ở hải ngoại
- 27 tháng 12: Tuấn Anh, nghệ sĩ cải lương người Việt Nam (m. 2020)

## Mất
- 4 tháng 1: Erwin Schrödinger, nhà vật lý người Áo (s. 1887)
- 2 tháng 7: Ernest Hemingway, nhà văn người Mỹ (s. 1899)
- 18 tháng 9: Dag Hammarskjöld, nhà ngoại giao người Thụy Điển (s. 1905)

## Giải Nobel
- Vật lý - Robert Hofstadter, Rudolf Ludwig Mössbauer
- Hóa học - Melvin Calvin
- Y học - Georg von Békésy
- Văn học - Ivo Andric
- Hòa bình - Dag Hammarskjöld - awarded posthumously